# Études d'agronomie
Les études d'agrologie recouvre des formations secondaires et supérieures en matière d'agronomie, d’œnologie, d'horticulture, d'environnement et de médecine vétérinaire. Les diplômes étrangers ne donne pas les titres reconnus par les diplômes français, comme le titre d’œnologue, mais peuvent obtenir des équivalences.

## Par pays

### Afrique du Sud
La formation est dispensée à l'Université de Stellenbosch, sur un cursus en 4 ans, et comporte l’ensemble des matières, biologie, chimie, œnologie, pédologie, viticulture, mathématiques.

### Allemagne
Hesse

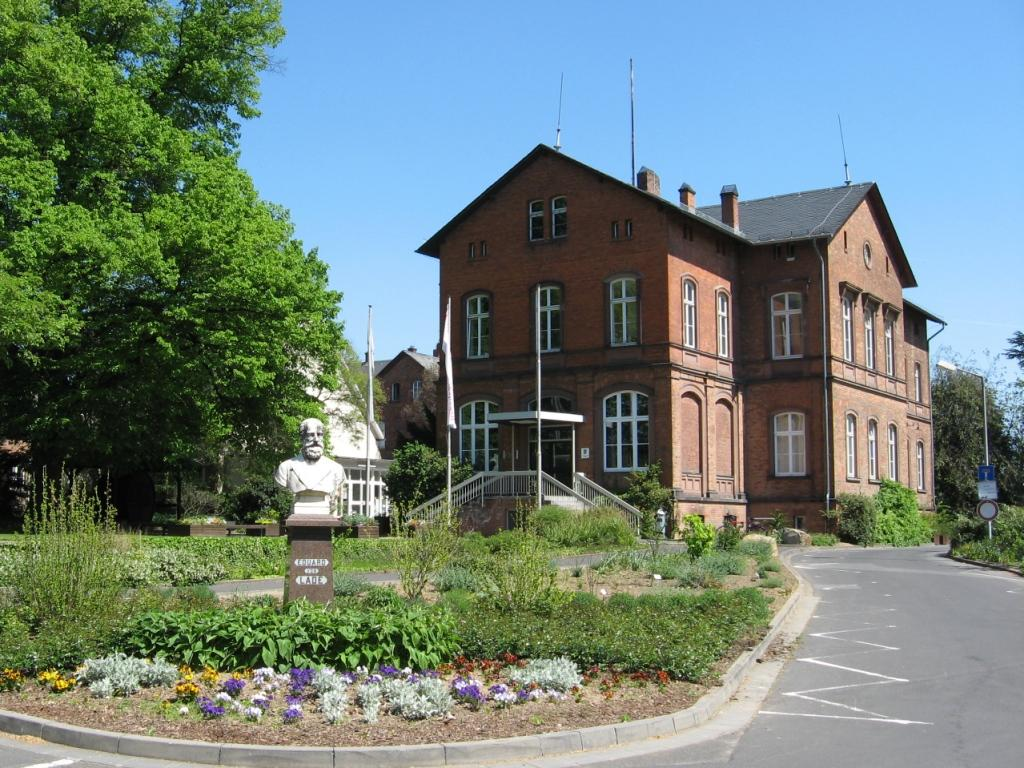
Denkmal für Eduard von Lade (v. l.) und Hauptgebäude der Forschungsanstalt Geisenheim (h. r.)

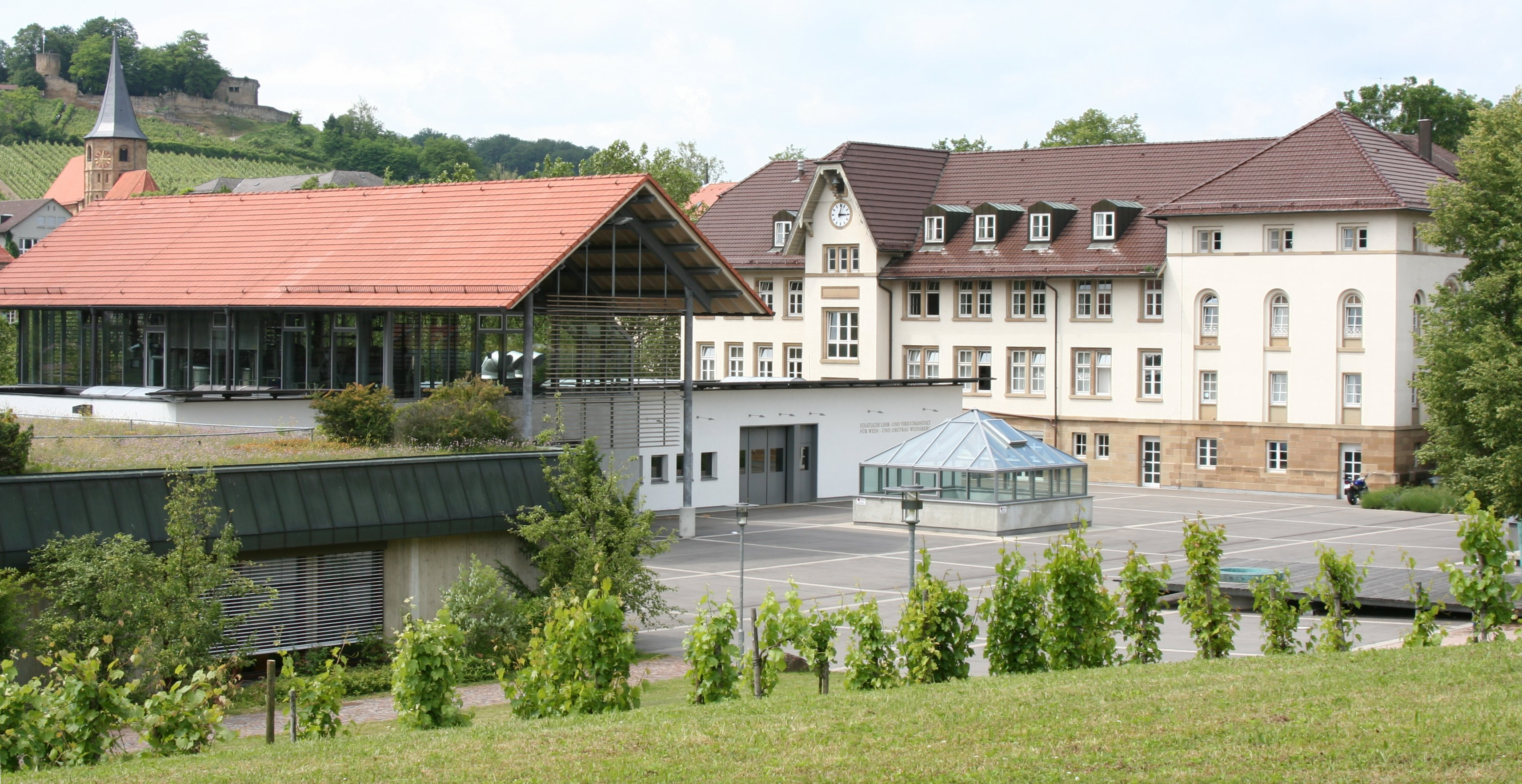
Gelände der LVWO in Weinsberg. Rechts der Altbau (Bildmitte die Kelter von 2002)

- Hochschule RheinMain, Fachbereich Geisenheim avec Forschungsanstalt Geisenheim

Rhénanie-Palatinat
- L'éducation du vin au centre de service de la Rhénanie-Palatinat, Mussbach - Neustadt an der Weinstraße[2]
- DLZ Ländlicher Raum[3]
- Fachhochschule – viticulture[4]
- Deutsche Weinakademie

Bade-Wurtemberg
- Université de Hohenheim
- Hochschule Heilbronn
- Staatliche Lehr- und Versuchsanstalt für Wein- und Obstbau Weinsberg[5]

Bavière
- Bayerische Landesanstalt für Weinbau und Gartenbau

### Autriche
Vienne

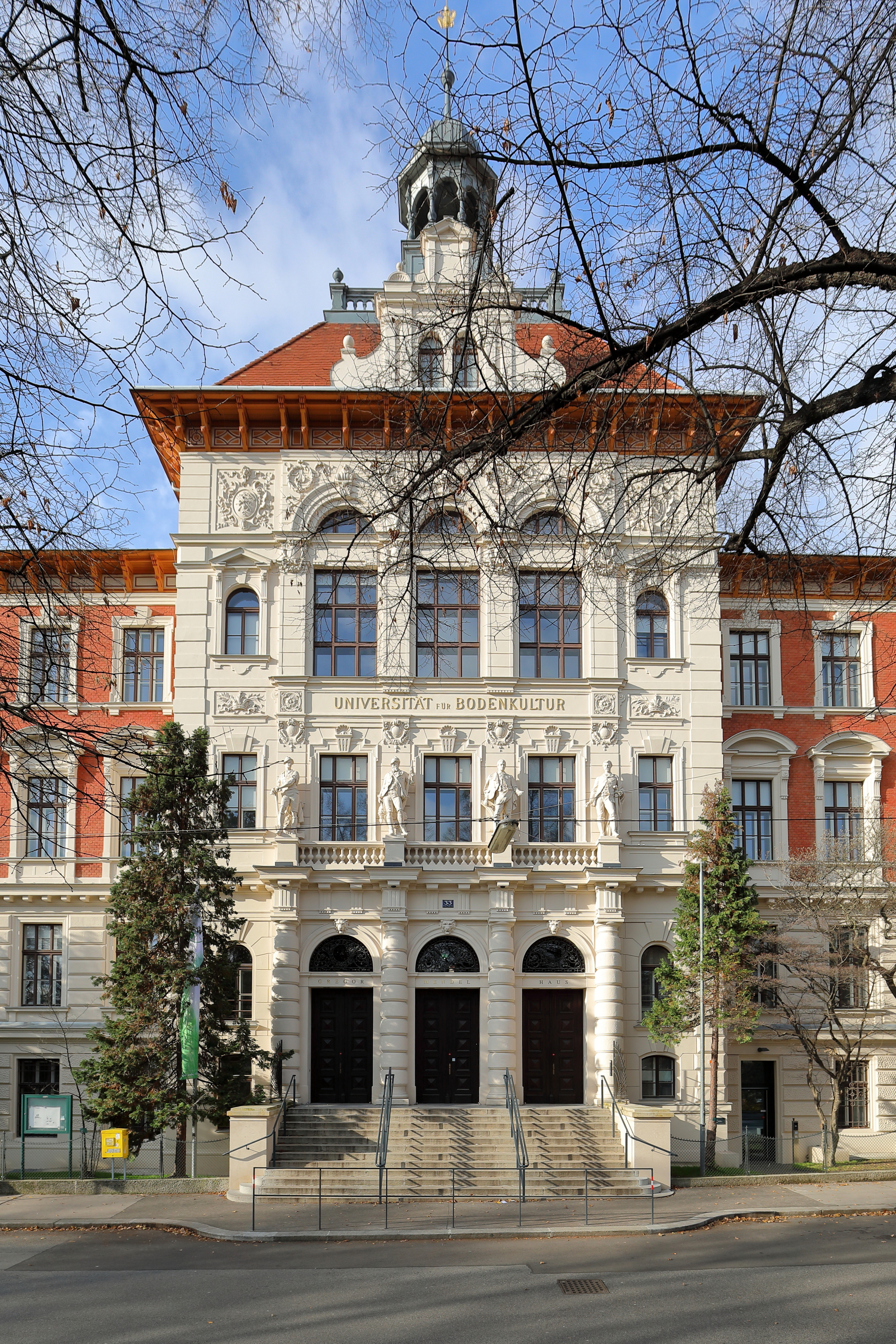
Das Mendel-Haus 2016

- Universität für Bodenkultur (Vienne (Autriche))[6]

Basse-Autriche

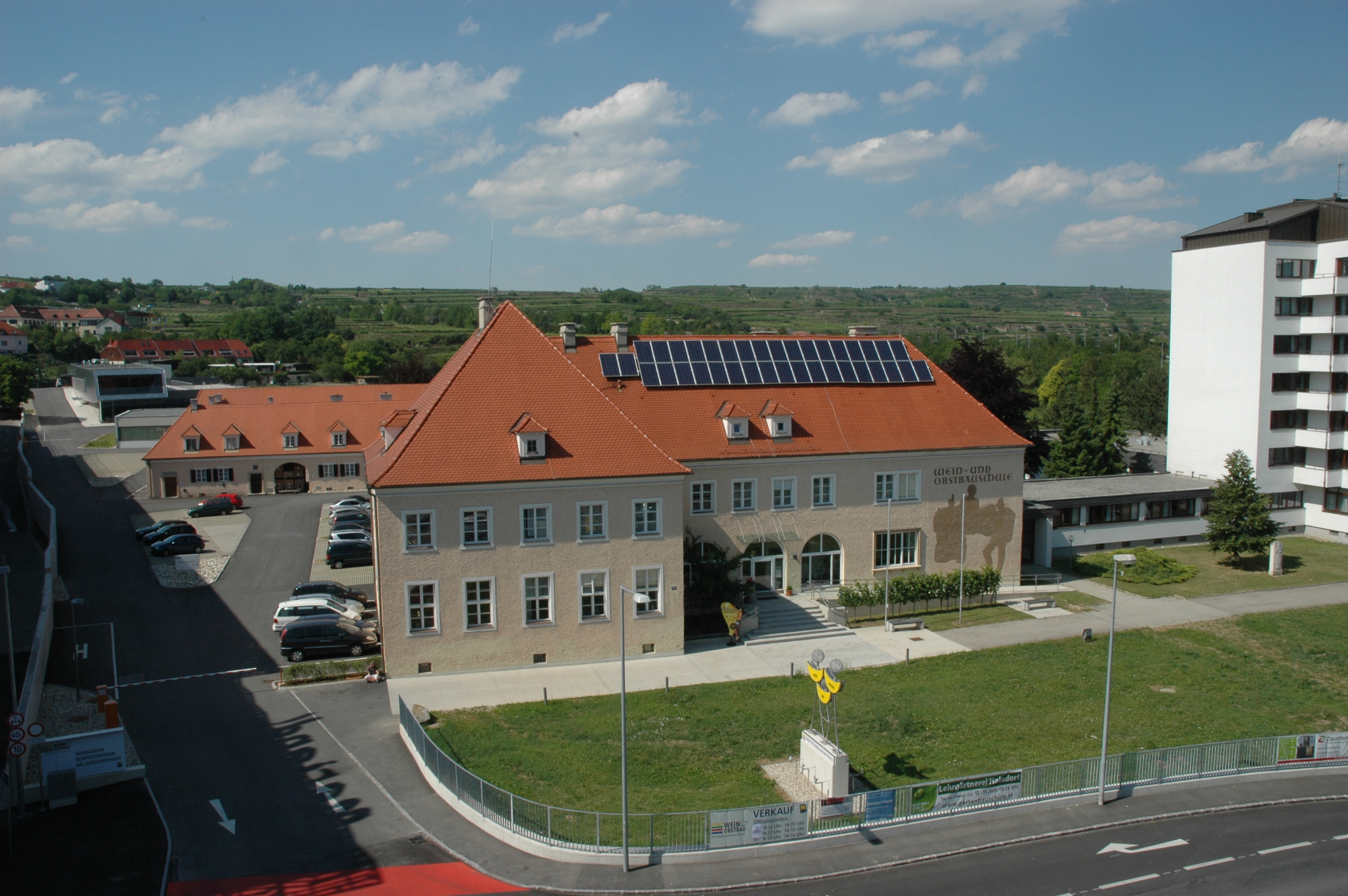
Weinbauschule Krems

- Höhere Bundeslehranstalt und Bundesamt für Wein- und Obstbau[7]
- Weinbauschule und Weinmanagement Krems[8]
- Landwirtschaftliche Koordinationsstelle für Bildung und Forschung (LAKO)[9]

Burgenland
- Fachhochschulstudiengänge Burgenland[10]
- Fachschule Eisenstadt[11]
- Master of Wine
- Weinakademie Österreich[12] in Rust und Außenstelle in Krems an der Donau

Styrie
- Weinbauschule Silberberg[13]

### Australie
Les écoles d'Australie proposent principalement des masters en viticulture.
- Université Charles-Sturt à Wagga Wagga, dans le New South Wales
- Université Curtin à Perth, dans l'Australie occidentale
- Northern Melbourne Institute of Technology - Preston, Victoria
- Université d'Adélaïde à Adélaïde
- Queensland College of Wine Tourism à Stanthorpe dans le Queensland

### Canada
- Brock University à Sainte Catharines en Ontario

#### Québec
Dans la province, on parle généralement de formations de quatre années en agronomie ou en génie agroenvironnemental (anciennement génie rural ou génie agricole).
Ces programmes d'études actuellement offerts peuvent être cités:
- Baccalauréat en agronomie[14] de l'Université Laval, Ville de Québec (francophone)
- Baccalauréat en génie agroenvironnemental[15] de l'Université Laval, Ville de Québec (francophone)
- Bachelor of Science (B.Sc.) in Agricultural and Environmental Sciences[16] de l'Université McGill, Montréal (anglophone)

Pour exercer la profession d'agronome ou d'ingénieur, il faut être respectivement membre de l'Ordre des agronomes du Québec ou bien de l'Ordre des ingénieurs du Québec.

### États-Unis
Dans l'état de New York :
- Université Cornell
- Finger Lakes Community College à Canandaigua

Dans l'état de Californie :
- Université d'État polytechnique de Californie à San Luis Obispo
- Université d'État de Californie à Fresno
- Université d'État de Sonoma à Sonoma
- Université de Californie à Davis
- Allan Hancock College à Santa Maria
- Napa Valley College à Napa

Dans l'état de Virginie :
- Institut polytechnique et Université d'État de Virginie à Blacksburg
- Patrick Henry Community College à Martinsville

Autres :
- Université d'État de Washington à Pullman
- Surry Community College à Dobson
- Grayson Community College dans le comté de Grayson
- Université du Missouri-Columbia
- Université d'État de Kent à Ashtabula, dans l'Ohio

### France
L'enseignement agricole dépend du ministère de l'Agriculture. L'agronomie est enseignée parmi les autres disciplines, comme une science agricole durant le cursus scolaire et universitaire. L'enseignement agricole en France permet d'accéder au titre d'ingénieur agronome. Le cycle comprend des formations secondaires et supérieures en matière d'agronomie, d’œnologie, d'horticulture, d'environnement et de médecine vétérinaire. Il est régi par le livre VIII du code rural et de la pêche maritime, mais certaines dispositions du code de l'éducation lui sont applicables.

### Italie
Province autonome de Bolzano
- Fachschule für Obst-, Wein- und Gartenbau Laimburg[17]
- Fach Oberschule für Landwirtschaft in Auer[18]

Province de Padoue
- Université de Padoue

### Liban
L'Université Saint-Esprit de Kaslik propose un master en œnologie dans la faculté d'agronomie, en cours du soir.

### Nouvelle-Zélande
- Université Lincoln, à Lincoln dans le Canterbury.
- Institut technologique de l'Est, région d'Hawke's Bay

### Royaume-Uni
- Blake Hall College, à Londres
- Plumpton College dans le Sussex[20]

### Suisse
- École d'ingénieurs de Changins à Nyon[21]
- Viticulture sur la Hochschule Wädenswil[22]